# اولنی اسپرینگز (کلرادو)
اولنی اسپرینگز (به انگلیسی: Olney Springs) شهری در ایالت کلرادو کشور ایالات متحده آمریکا است که جمعیت آن در سرشماری سال ۲۰۱۰ میلادی، ۳۴۵ نفر بوده‌است.